# Collegio di Lewisham West and Penge
Lewisham West and Penge è stato un collegio elettorale situato nella Grande Londra, e rappresentato alla Camera dei comuni del Parlamento del Regno Unito. Eleggeva un membro del parlamento con il sistema first-past-the-post, ossia maggioritario a turno unico; il collegio è stato abolito in occasione della revisione periodica del 2024.

## Estensione
Il collegio copriva i seguenti ward elettorali: Bellingham, Forest Hill, Perry Vale, Sydenham (borgo londinese di Lewisham) e Clock House, Crystal Palace, Penge and Cator (borgo londinese di Bromley).
Per creare il nuovo collegio, la Boundary Commission for England trasferì i ward di Perry Vale, Bellingham, Forest Hill e Sydenham dall'ex collegio di Lewisham West. I ward di Clock House, Crystal Palace e Penge and Cator furono trasferiti dal collegio di Beckenham.

## Membri del parlamento
| Elezione | Elezione     | Deputato         | Partito          |
| -------- | ------------ | ---------------- | ---------------- |
|          | 2010         | Jim Dowd         | Laburista        |
| 2017     | Ellie Reeves |                  | Laburista        |
|          | 2024         | Collegio abolito | Collegio abolito |

## Elezioni

### Elezioni negli anni 2010
| Partito                    | Partito                                | Candidato                  | Risultati 12 dicembre 2019 | Risultati 12 dicembre 2019 |
| Partito                    | Partito                                | Candidato                  | Voti                       | %                          |
| -------------------------- | -------------------------------------- | -------------------------- | -------------------------- | -------------------------- |
|                            | Laburista                              | Ellie Reeves               | 31 860                     | 61,15                      |
|                            | Conservatore                           | Aisha Cuthbert             | 10 317                     | 19,80                      |
|                            | Lib Dem                                | Alex Feakes                | 6 260                      | 12,02                      |
|                            | Verdi                                  | James Braun                | 2 390                      | 4,59                       |
|                            | Brexit                                 | Teixeira Hambro            | 1 060                      | 2,03                       |
|                            | Popoli Cristiani                       | Katherine Hortense         | 213                        | 0,41                       |
|                            |                                        |                            |                            |                            |
| Iscritti                   | Iscritti                               | Iscritti                   | 74 615                     | 100,00                     |
| ↳ Votanti (% su iscritti)  | ↳ Votanti (% su iscritti)              | ↳ Votanti (% su iscritti)  | 52 100                     | 69,83                      |
| ↳ Astenuti (% su iscritti) | ↳ Astenuti (% su iscritti)             | ↳ Astenuti (% su iscritti) | 22 515                     | 30,17                      |
|                            |                                        |                            |                            |                            |
|                            | Esito: collegio confermato a Laburista |                            |                            |                            |

| Partito                    | Partito                                | Candidato                  | Risultati 8 giugno 2017 | Risultati 8 giugno 2017 |
| Partito                    | Partito                                | Candidato                  | Voti                    | %                       |
| -------------------------- | -------------------------------------- | -------------------------- | ----------------------- | ----------------------- |
|                            | Laburista                              | Ellie Reeves               | 35 411                  | 66,57                   |
|                            | Conservatore                           | Shaun Bailey               | 12 249                  | 23,03                   |
|                            | Lib Dem                                | John Russell               | 3 317                   | 6,24                    |
|                            | Verdi                                  | Karen Wheller              | 1 144                   | 2,15                    |
|                            | UKIP                                   | Hoong-Wai Cheah            | 700                     | 1,32                    |
|                            | Popoli Cristiani                       | Katherine Hortense         | 325                     | 0,61                    |
|                            | Populista                              | Russell White              | 50                      | 0,09                    |
|                            |                                        |                            |                         |                         |
| Iscritti                   | Iscritti                               | Iscritti                   | 71 501                  | 100,00                  |
| ↳ Votanti (% su iscritti)  | ↳ Votanti (% su iscritti)              | ↳ Votanti (% su iscritti)  | 53 196                  | 74,40                   |
| ↳ Astenuti (% su iscritti) | ↳ Astenuti (% su iscritti)             | ↳ Astenuti (% su iscritti) | 18 305                  | 25,60                   |
|                            |                                        |                            |                         |                         |
|                            | Esito: collegio confermato a Laburista |                            |                         |                         |

| Partito                    | Partito                                | Candidato                  | Risultati 7 maggio 2015 | Risultati 7 maggio 2015 |
| Partito                    | Partito                                | Candidato                  | Voti                    | %                       |
| -------------------------- | -------------------------------------- | -------------------------- | ----------------------- | ----------------------- |
|                            | Laburista                              | Jim Dowd                   | 24 347                  | 50,55                   |
|                            | Conservatore                           | Russell Jackson            | 11 633                  | 24,15                   |
|                            | Verdi                                  | Tom Chance                 | 4 077                   | 8,46                    |
|                            | UKIP                                   | Gary Harding               | 3 764                   | 7,81                    |
|                            | Lib Dem                                | Alex Feakes                | 3 709                   | 7,70                    |
|                            | TUSC                                   | Martin Powell-Davies       | 391                     | 0,81                    |
|                            | Indipendente                           | David Hansom               | 160                     | 0,33                    |
|                            | Liberty GB                             | George Whale               | 84                      | 0,17                    |
|                            |                                        |                            |                         |                         |
| Iscritti                   | Iscritti                               | Iscritti                   | 72 319                  | 100,00                  |
| ↳ Votanti (% su iscritti)  | ↳ Votanti (% su iscritti)              | ↳ Votanti (% su iscritti)  | 48 165                  | 66,60                   |
| ↳ Astenuti (% su iscritti) | ↳ Astenuti (% su iscritti)             | ↳ Astenuti (% su iscritti) | 24 154                  | 33,40                   |
|                            |                                        |                            |                         |                         |
|                            | Esito: collegio confermato a Laburista |                            |                         |                         |

| Partito                    | Partito                                      | Candidato                  | Risultati 6 maggio 2010 | Risultati 6 maggio 2010 |
| Partito                    | Partito                                      | Candidato                  | Voti                    | %                       |
| -------------------------- | -------------------------------------------- | -------------------------- | ----------------------- | ----------------------- |
|                            | Laburista                                    | Jim Dowd                   | 18 501                  | 41,09                   |
|                            | Lib Dem                                      | Alex Feakes                | 12 673                  | 28,14                   |
|                            | Conservatore                                 | Chris Phillips             | 11 489                  | 25,52                   |
|                            | UKIP                                         | Peter Staveley             | 1 117                   | 2,48                    |
|                            | Verdi                                        | Romayne Phoenix            | 931                     | 2,07                    |
|                            | Popoli Cristiani                             | Stephen Hammond            | 317                     | 0,70                    |
|                            |                                              |                            |                         |                         |
| Iscritti                   | Iscritti                                     | Iscritti                   | 69 061                  | 100,00                  |
| ↳ Votanti (% su iscritti)  | ↳ Votanti (% su iscritti)                    | ↳ Votanti (% su iscritti)  | 45 028                  | 65,20                   |
| ↳ Astenuti (% su iscritti) | ↳ Astenuti (% su iscritti)                   | ↳ Astenuti (% su iscritti) | 24 033                  | 34,80                   |
|                            |                                              |                            |                         |                         |
|                            | Esito: collegio a Laburista (nuovo collegio) |                            |                         |                         |

## Risultati dei referendum

### Referendum sulla permanenza del Regno Unito nell'Unione europea del 2016
|             | Collegio                | Lasciare UE % | Rimanere in UE % |
| ----------- | ----------------------- | ------------- | ---------------- |
|             | Lewisham West and Penge | 34,4%         | 65,6%            |
|             | Inghilterra             | 53,3%         | 46,7%            |
| Regno Unito | 51,9%                   | 48,1%         |                  |